# Lily King
Lily King (ur. 1963 w Massachusetts) – amerykańska pisarka.

## Życiorys
Autorka sześciu powieści. Pierwsza powieść The Pleasing Hour (1999) została nagrodzona Barnes & Noble Discover Award i wyróżniona przez The New York Times tytułem Notable Book. Druga powieść The English Teacher (2005) została nagrodzona Maine Fiction Award. Trzecia powieść Father of the Rain  (2010) została nagrodzona New England Book Award for Fiction w 2010. Czwarta powieść Euphoria (2014) zdobyła w 2014 jedną z najbardziej dochodowych literackich nagród w USA, The Kirkus Prize. Przez The New York Times Book Review została uznana za jedną z dziesięciu najlepszych książek tego roku i przełożona na wiele języków. Znajdowała się na liście amazon.com.100 najczęściej czytanych książek w 2014.
Mieszka z rodziną w stanie Maine.

## Powieści przełożone na język polski[3]
- 2016: Euforia (tytuł oryg. Euphoria)
- 2021: Kochankowie i pisarze (tytuł oryg. Writers & Lovers)